# Jingle dress-dans

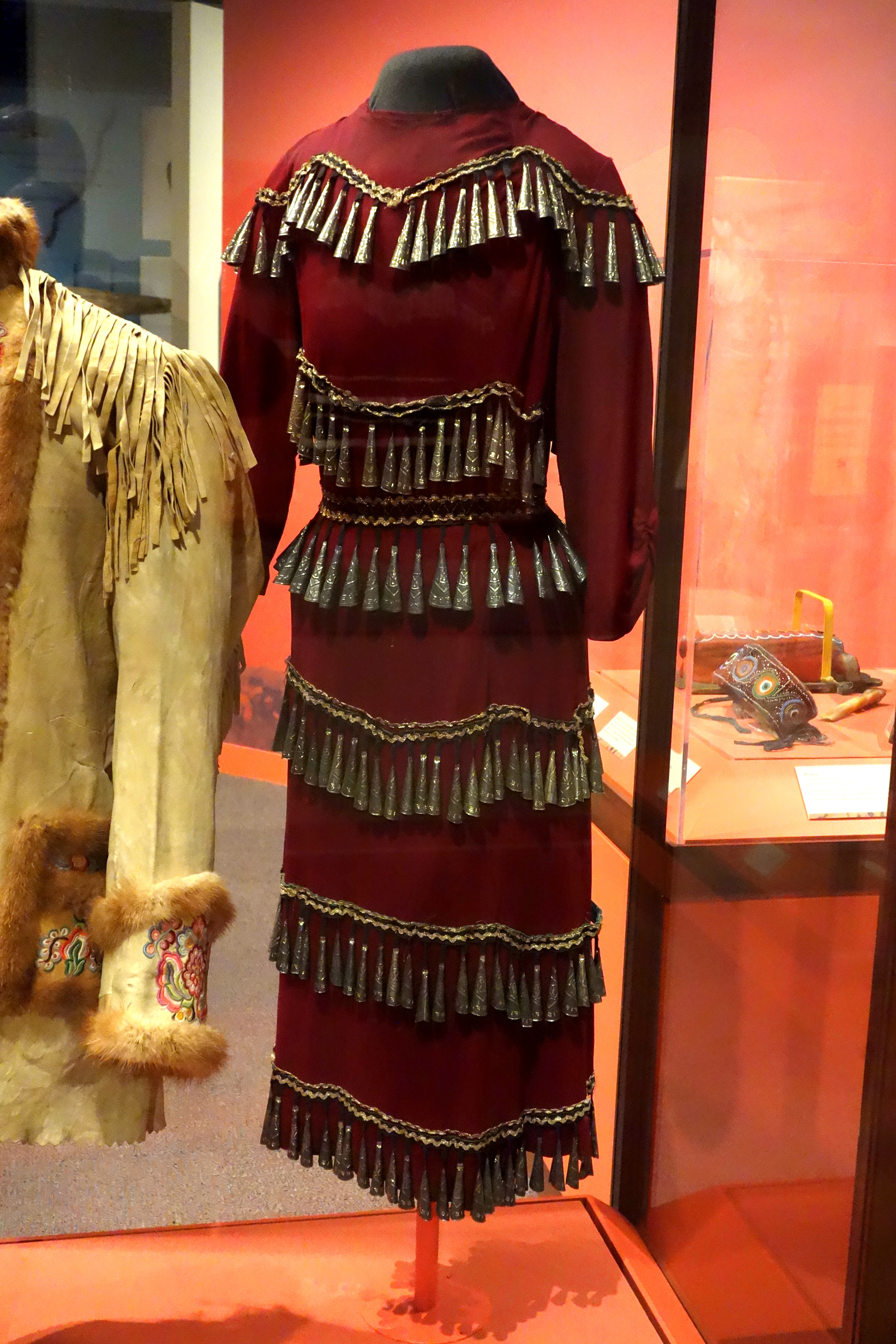
Traditionele jingle dress tentoongesteld in het Glenbow Museum (Calgary, Canada)

De jingle dress-dans is een traditionele en spirituele dans uit de Amerikaanse en Canadese indiaanse cultuur. Vrouwen dansen in een jurk versierd met rijen metalen kegels (genaamd ziibaaska’iganan), oorspronkelijk gemaakt van opgerolde deksels van blikjes snuiftabak.  In een lichtvoetige dans, ondersteund door een drumbeat, maakt de jurk een regenachtig geluid.

## Geschiedenis
De oorsprong van de jingle dress-dans stamt uit het begin van de twintigste eeuw en wordt over het algemeen toegewezen aan het Ojibwegvolk. In de mondelinge overlevering zijn er verschillende verhalen omtrent de exacte ontstaansgeschiedenis beschikbaar. Een van de bekendste verhalen leidt naar de Mille Lacs Band van de Ojibweg in het midden van Minnesota. Kenmerkend voor dit verhaal en de vele andere is dat de jingle dress in een droom verschijnt en dat een zieke wordt genezen door de uitvoering van de dans. Op basis van deze verhalen wordt er een spirituele en geneeskrachtige werking aan de dans en de jurk toegewezen.
De jingle dress heeft dan ook wel de bijnaam 'Prayer dress' (gebedsjurk). Volgens historicus Brenda Child ontstond de traditie van de dans aan het einde van de Eerste Wereldoorlog tijdens de gevolgen van de Spaanse grieppandemie. Vanaf de jaren 1920 verschijnen er diverse foto's en afbeeldingen van vrouwen in de jingle dress. Ook verschijnen er ansichtkaarten met Ojibwegvrouwen vanuit Minnesota maar ook vanuit North Dakota in de jurk. De jurk en de spirituele traditie die erbij hoort wordt van generatie tot generatie overgegeven van moeder op dochter.
De traditie en het ritueel van de dans heeft zich sinds de jaren 1960 niet alleen beperkt tot de noordelijke indiaanse bevolking maar is ook sterk vertegenwoordigd op de powwow's van de meer zuidelijkere bevolking op de Great Plains. Met name vanaf de jaren 1980 werd de jingle dress-dans een fenomeen binnen het powwowcircuit. De dans wordt uitgevoerd tijdens ceremonies en in competitieverband door vrouwen van alle leeftijden. De traditionele dans is bewust lichtvoetig zodat ook de zieken zelf de dans kunnen uitvoeren. In modernere varianten worden er meer elementen aan de dans toegevoegd om zodoende meer indruk te maken en de grenzen van de dans te verkennen.
De jingle dress-dans kreeg rondom de COVID-19-pandemie veel aandacht op sociale media waarbij dansers werden 'uitgedaagd' om in hun eigen tuin te dansen voor de slachtoffers van de pandemie.

## Trivia

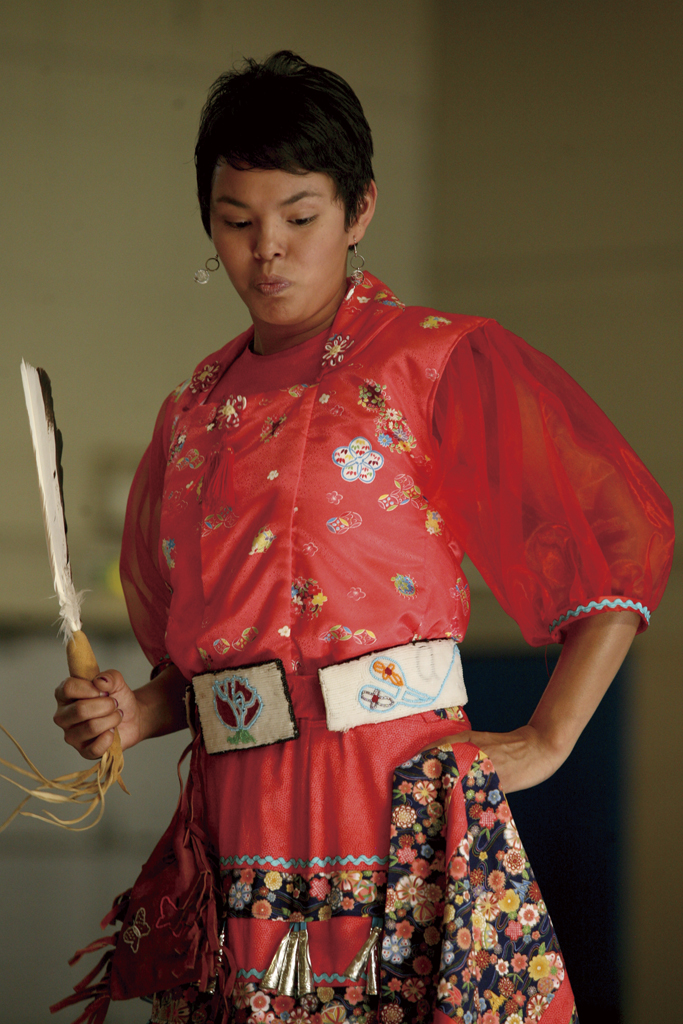

Op 15 juni 2019 verscheen er een Google Doodle, ontworpen door Joshua Mangeshig Pawis-Steckley ter ere van de jingle dress-dans.